# Bohémond de Sarrebruck
Pour les articles homonymes, voir Bohémond.
Bohémond de Sarrebruck († 10 février 1367 à Sarrebourg) est un prince ecclésiastique de la dynastie alsacienne d'Ettendorf. Il fut, sous le nom de Bohémond II, prince-archevêque de Trèves de 1354 à 1362.

## Biographie
Il fut élu à l'unanimité prince-archevêque à la mort de Baudouin de Luxembourg. Il n'avait présenté sa candidature qu'après des semaines d'hésitation, et reçut la consécration papale le 2 mai 1354 par Innocent VI, bien que ce dernier eût préempté le siège de Trèves pour un autre prélat. 
Déjà âgé, Bohémond était plus porté à la paix et aux compromis qu'à la guerre. La bienveillance du pape et de l'empereur, fruits de l'action énergique de son prédécesseur Baudouin, favorisèrent ses entreprises : il préserva la paix pour sa principauté par le renouvellement des chartes et une série d'alliances avec Gerlier de Mayence, Guillaume de Cologne, Robert Ier du Palatinat, les princes de Lorraine, de Luxembourg et d'autres provinces voisines ; malgré leurs rapines et leurs prétentions territoriales, il parvint à tenir en respect le comte Henri de Veldenz, Venceslas de Luxembourg, les seigneurs de Blankenheim, de Schöneck, de Monclair, Jean Ier de Vesterbourg etc. Il maintint l’autorité temporelle de l’Église, établit de nouvelles places-fortes (par exemple le château de Maus sur la route de Wellmich). Malgré son irénisme, il dut combattre le comte Jean III de Sponheim (de), Arnold von Blankenheim, Philippe d'Isembourg et d'autres seigneurs rhénans.
Bohémond II s'impliqua sans faute dans la politique du Saint Empire : il participa aux diètes impériales de Nuremberg (1356) et de Metz, où fut promulguée la Bulle d'or qui attribuait aux archevêques de Trèves le statut de Prince-électeur et la fonction d’archichancelier pour la Bourgogne. Il soutint en 1360 l'empereur Charles IV contre les princes de Wirtenberg et s'opposa en 1362 à Nuremberg aux menées anti-impériales du duc d'Autriche (falsification du Privilegium Maius). 
Secondé par Nicolas d'Acre, il réforma plusieurs monastères et mit un terme aux dérèglements profanes de son clergé. Accablé par la maladie, il nomma Cunon de Falkenstein coadjuteur le 4 avril 1360 et le désigna comme son successeur en mai 1362. Il mourut le 10 février 1367 à Sarrebourg et fut inhumé dans la cathédrale de Trèves.